# Felix de Avellar Brotero

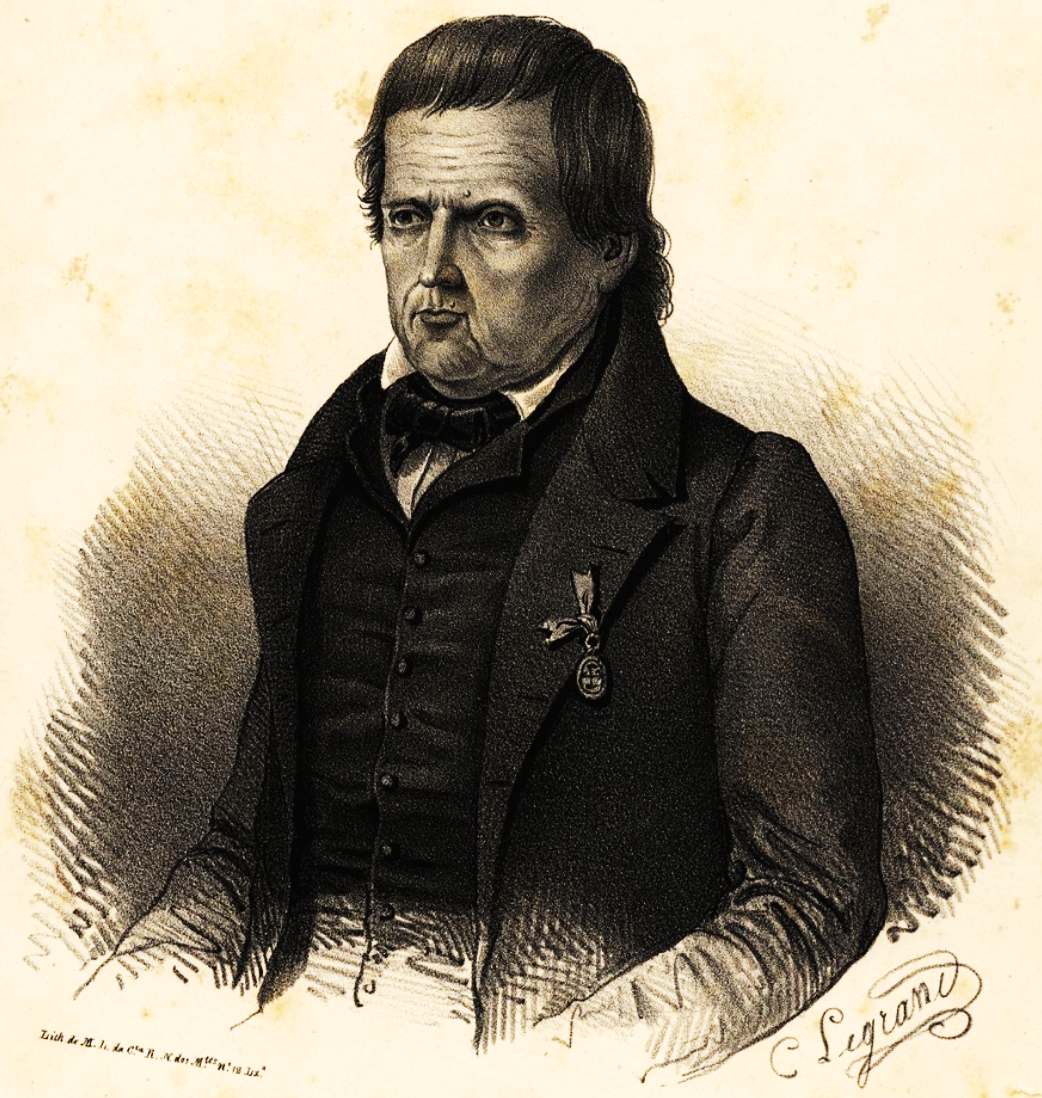
Félix da Silva Avellar Brotero

Felix de Silva Avellar Brotero (* 25. November 1744 in Santo Antão do Tojal; † 4. August 1828 in Belém (Lissabon)) war ein portugiesischer Botaniker. Sein botanisches Autorenkürzel lautet „Brot.“.

## Leben
Erste Studien machte er gemeinsam mit Mönchen am heutigen Palácio Nacional de Mafra. 1778 verließ er Portugal und ging nach Frankreich, um Naturgeschichte zu studieren. Dort machte er Bekanntschaft mit Georges-Louis Leclerc de Buffon, Georges Cuvier und Jean-Baptiste de Lamarck. Er studierte Medizin in Reims. Bei einem Aufenthalt in Paris nahm er den Nachnamen Brotero („Freund der Erdenbürger“) an. 1790 ging er wieder nach Portugal.
1791 wurde er zum Professor für Botanik und Landwirtschaft an der Universität Coimbra ernannt. Im Jahr 1818 wurde er zum Mitglied der Leopoldina gewählt.
Er beschrieb zirka 1800 Pflanzenarten.

## Werke (Auswahl)
- Flora Lusitanica, Seu plantarum, quae in Lusitania vel sponte crescunt, vel frequenter coluntur, ex florum praesertim sexubus systematice distributarum, synopsis. Lissabon: Typ. Regia, 1804–1805.
- Phytographia Lusitaniae Selectior, Seu, novarum, rariorum, et aliarum minus cognitarum stirpium, quae in Lusitania sponte veniunt, ejusdemque flora spectant, descriptiones iconibus illustratae ... 1800. Weitere Auflagen 1815 bis 1827.[2]

## Auszeichnungen
In Coimbra wurde ihm ein Denkmal gesetzt und eine Sekundarschule (Escola Secundária De Avelar Brotero) nach ihm benannt. Nach ihm benannt wurde auch Brotera Cav., eine Pflanzengattung aus der Familie der Malvengewächse (Malvaceae) und Broteroa DC. aus der Familie der Korbblütler (Asteraceae). Auch die Zeitschrift Bróteria (1902–1941) ist nach ihm benannt.